# Borzențiv, Korop
Borzențiv (în ucraineană Борзенців) este un sat din comuna Vilne din raionul Korop, regiunea Cernihiv, Ucraina.